# Al-Wasl FC
Al Wasl FC é um clube esportivo dos Emirados Árabes Unidos, mais precisamente de Dubai. 
É conhecido, principalmente, pela sua equipe de futebol. Possui uma história de conquistas importantes, como os sete títulos da liga de futebol dos Emirados Árabes, e contou com alguns treinadores de renome internacional, como os brasileiros Joel Santana e Antônio Lopes. Disputa ocasionalmente também a Liga dos Campeões da AFC, porém sem ter grande protagonismo.

## Elenco atual
Última atualização: 4 de junho de 2025.

## Títulos
- UAE League: 8 (1982, 1983, 1985, 1988, 1992, 1997, 2007, 2024)

- UAE President Cup: 2 (1987, 2007)
- UAE Vice-president Cup: 1 (1993)

## Performance nas competições da AFC
- Liga dos Campeões da AFC: 1 presença

AFC Champions League 2008: Fase de Grupos
- Asian Club Championship: 3 participações

Asian Club Championship 1987: Fase Qualificatória
Asian Club Championship 1990: Fase Qualificatória
Asian Club Championship 1993: Terceiro Lugar
Asian Club Championship 1995: Fase de Grupos